# 黨國資本主義
党国资本主义 （英語：Party-State Capitalism），是一类政治經濟系統，類似历史上南韓、臺灣、新加坡等國家地區在戰後發展的「亞洲模式」開發獨裁或裙帶資本主義。簡單而言，在此一政經系統中，一黨專政國家體系具備促進經濟增長的資本，掌握多數，或全部國有產權以及全國的自然資源、組織資源以及市場准入的審批權，於產業政策上施行國家資本主義戰略；中央與地方政府藉由对人事与行政資源的掌握，動員銀行資金支持國有企業，以经济发展鞏固政權合法性。
這個詞匯初由台灣經濟學家陈师孟和朱敬一在著作《解构党国资本主义》內提出，以指稱中華民國在中國國民黨威權軍政府時代的经济制度，在1987年開放黨禁、報禁後，以及民主體制的逐漸進步，令台灣轉軌至自由資本主義。現代一些经济学家和社会学家則沿用以描述“處於中國共產黨管治下當代的中华人民共和国经济制度”，其特點包括：對經濟活動的侵蝕、國家與私人部門界線模糊化，以及明確要求企業對執政黨的政治忠誠。
在這種經濟體系裡，相對地難以區分企業經濟活動和黨國政治要求之間的區別；存在一種組織與成分相當複雜、受執政黨控制或屬於該黨的「黨營事業」部門，其定位遊走於政黨、政府與社會之間；此類黨營事業的生存發展，可說完全依附於黨國體制所提供的公共資源，諸如國有財產、公營事業、公共預算、行庫資金、管制權利的特權取得與寡佔獨佔等——隨著社會經濟發展轉型，其運營操作可更為細緻隱密並具金融化、科技化等特徵。
處於該模式下，中华人民共和国的市場和政府間界限顯得模糊不清，培植出諸多同一性質的實體機構。2001年中华人民共和国在整個經濟結構與世界經濟體系不協調的情況下，加入世界貿易組織後，逐步成為世界資本主義的核心參與者，參與到海內外關聯活動及全球市場擴張——中华人民共和国政府及企業的經濟行動在此其中，往後被國際視為既有著類似軍事行動的安全效應。在其如此特殊之體系介入國際關係，產生巨大影響力和效應的情況下，引發其他國家警惕、認為黨國資本主義體系裡的企業行動本身，和同一體系對企業的干預行動，都可能對世界資本主義體系具威脅。

## 特徵
據研究中國政府在指導經濟行動者行為中國家控制力所能及的程度，一種極端的型態認為共產政權無所不能，如無堅不摧的「經濟紅坦克（economic juggernaut）」——其為特定目的擁抱資本主義，強調「制高點經濟」（commanding heights economy）所謂關鍵作用，該資本主義體系除重視透過積極的產業政策，支持由國企為主的戰略產業，並主導金融部門及股票市場走向外，國家還高度介入經濟活動，不僅部門協調，而且國家控制金融、制定產業政策規劃、黨管國企重要人事；簡言之其資本主義體系是一種以國有企業為核心的政經體系，形成相關的利益網絡，設置國資委管理央企，建立經濟制高點。
一黨專政政府可通過將財政預算捐贈或補助給該政黨及其附屬機構；或是政治人物借長期獨裁統治之便，賦予其政黨以經濟特權，而將石化業、金融業、媒體傳播業等的特許經營權授予黨營事業，台灣學者林向愷歸結黨國資本主義下的國有企業至少包含三類型：
1. 龐大公營事業
2. 隱藏性公營事業（即公股股權低於50%，但官方擁有絕對的經營主導權）
3. 黨營事業。

美國哈佛大學教授裴松梅（Margaret Pearson）、任美格（Meg Rithmire）、蔡欣怡（Kellee S. Tsai）就開始選用該術語來概念化中國大陸的政治-經濟層面的動力學說。他們透過測定“中國獨特模式”的三個突出表徵來表述：對市場的黨國干預；國有制和私有制的功能及利益的融合；以及與外資間的政治化互動。
- 黨國對市場的干預（Party-state encroachment on markets）：中華人民共和國黨國體制的擴張一個極重要指標，就是黨組織在諸機構內部的復生壯大，此举包含在私有機構乃至外資部門 。而中國大陸黨國資本主義的第二項突出點，是政府資本的擴張範圍遠超出政府機構本身，這一進程被學術界概述為“政國金融化（state financialization）”。黨國經濟活動的另一個主要特徵是重視工業政策方面進化發展。
- 國有制和私有制的功能及利益的融合（Blending of functions and interests of state and private ownership）[註 3]：在中國大陸，圍繞著私有制定義存在有多重解讀，就此也衍生疑問即國有部門與私有部門之間是否相異甚多。同時，私營部門也有擔當起國家內部安全項目方面關鍵參與者角色的體現 。
- 與外資間的政治化互動（Politicized interactions with foreign capital）：黨國資本主義較新近的一個表徵，是對外資有所增長的政治及其他層面的審查和規制檢查。具體來說，不單止國內經濟活動者，就連在中國大陸境內及其他被中华人民共和国聲索主權的地方有進行活動的外資部門，都有可能要隨時接受由共產黨所定義的政治正確。[7]

## 發展體現

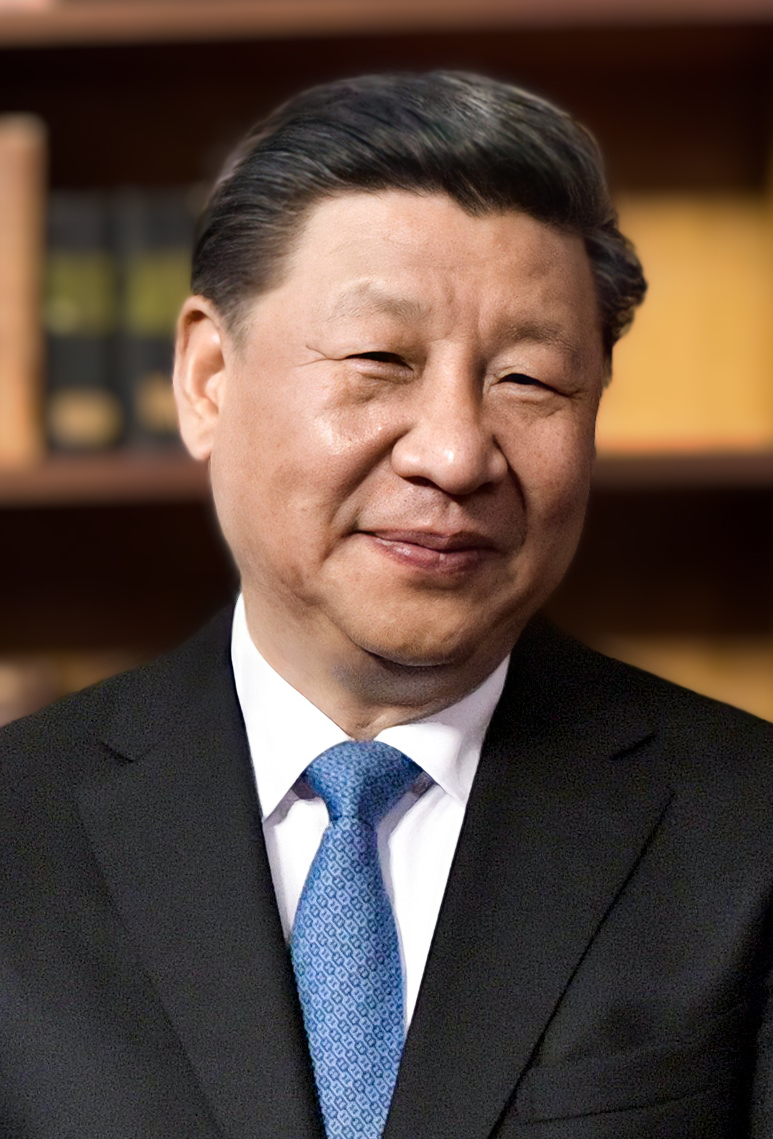
以中共中央總書記，中華人民共和國主席習近平爲核心的中央政府强調中國共產黨在國有與民營企業的影響力，被一些學者認爲是“黨國資本主義”的體現。

### 中國大陸
中华人民共和国政府原本的政權合法性由共產主義意識形態提供，但隨著國際共產主義運動的失敗和向市場經濟轉變而瓦解，在未獲取公民授權基礎的同時，轉而依賴包括GDP快速增長和高舉民族主義旗幟的「政績合法性」——發展市場經濟的同時為充分發揮財富增長而有所利用到「低人權優勢」，例如憑藉對工會的壟斷壓低勞工薪酬待遇，或憑藉對金融的壟斷而採用廉價吸納國民存款或其他不適切的金融手段促進國家的財富積累，或憑藉不適當地壓限國民權益譬如恰當的生態環保及社會福利開支，從而抵消經濟增長的「外部性」成本。
當局在推動市場經濟政策的同時也有戮力維持一黨專政，在天安門事件之後的1992年鄧小平南巡、重新確認了黨國繼續推行市場經濟路線，資本主義制度也得以繼續在中國大陸快速發展。2000年的時候江澤民開始提出 「三個代表」理論，主要目標是允許資本家入黨。黨國在市場化時期不限於掌握國有企業（所有關鍵工業），並開始招纳初見有成的私營企業家們加入共產黨，如江在2001年7月時就有號召資本家入黨、有意發展出「全民」（national）一黨化，讓私營企業興起後的企業家入黨以及讓黨幹部成為企業高層，使黨國體系內的政治權力及經濟權力結成同盟且更形鞏固：在同時缺乏形式上民主政制情況下，更易令對應體系向「黨國資本主義」過渡，黨國利益輸送也就是一個必然結果。在2002年中共第十六次全國代表大會的時候「三個代表」該論說被納入黨章，如此轉變是有所體現到共產黨在正式地轉向於政治菁英和經濟菁英之間結成聯盟。據美國學者Bruce Dickson在2004年左右的估計，當時的中國大陸企業家有30%是加入了共產黨，全部黨員則佔據全國人口的5%。
另一方面，雖然中共一直都對擴大黨組織在私營經濟組織和活動領域的覆蓋面有所要求，在江澤民和胡溫時期，於相關領域的黨組織建立對實際經濟活動未有太多直接影響。習近平于2012年上台後，強調重振共產黨在經濟社會領域的掌控力，并在2013年開始出台一系列官方文件政策，提升黨在國有企業裡的權力與干預力、也賦予黨組織更多實際參與經濟活動的功能。相應的轉變也擴展到整個中国大陆經濟領域，進而對國有及私營企業產生顯著影響：
- 使國有企業繼續追逐商業目的（pursue commercial imperatives）的同時，在組織及決策制定層面全方位植入中國共產黨體系的活動，縮窄國有企業管理層和黨的戰略目標距離。
- 增強黨在國有企業內審控力的活動亦延展到民營企業，尤其在如阿里巴巴和騰訊等中国大陆知名的科創與商業實體[21]。
- 改組和成立國有資本投資公司，促進國有部門加大投資到私營企業資產尤其於科創企業等，還在中國共產黨控股過程中於傳媒、新媒體和互聯網公司引入「特殊管理股」、變相獲取企業內「一票否決權」，在市場份額層面整體上國有企業控股擴大形成混合所有制主導局面，黨國資本從而逐步掌控私營上市公司的股權。[3]

在中國共產黨大範圍擴展開新的內部準則後，黨對於中國大陸私有部門的直接性或間接性的監控審查在質量或數量上都有所增強。 中华人民共和国政府將中國共產黨的審查視作企業是否獲得市場自主權利的關鍵要素，但不將黨的審查作為對企業行為的約束指標。
故此，在中國大陸商業及投資實體加深參與全球經濟，以及規劃者們嘗試推動境內經濟提升價值階梯（value ladder）的同時，中國共產黨處於諸經營機構內部的角色對其政府更為重要。黨在維持表面分別開「政府」與企業的同時，亦反其道增強自身的角色地位。中國對外經濟行為易展現國家權力，不論是經濟上或政治上，接受國都易受中國的影響，即在中國資本投資當地國的背後，明顯有來自中國政府和其不同部門的影子；中資企業（特別是國企）負有落實中共黨國商業、政治、戰略目標的責任，形成不同型態的政經關係，讓中國國家權力進行重新配置並得到強化。

### 各方辨識
普林斯頓中國學社執行主席陈奎德在2000年代點評中國大陸銀行不良貸款問題時，指出中國大陸的金融體系就是顯著一例與世界經濟體系不協調的表現，同時期北京對外強調過“中國特色”的經濟發展，陳有認定如此意味著其在形成某種「黨國資本主義」——當時陳指出，中國大陸銀行的自主經營和改革沒有按照根本的國際通行原則，中國大陸銀行的產權維持屬於黨國、人事任命權也受共產黨掌握，在官僚操縱的國營銀行體系裡中华人民共和国公民無法自辦自營銀行，在國家及各級政府的擔保下，銀行會源源不斷地提供所謂「政策性貸款」注資國有企業，即使貸款變成呆帳壞賬也因如此擔保機制而不會債務重組或提高呆壞帳准備金提取比例來及時沖銷壞帳等，但純粹的私有部門就不會有同樣「優待」。
學者馮崇義認為，正由於受將黨國利益放在首位的維穩體制的袒護，GDP快速增長下的中國大陸才邁向了黨國資本主義路線，同時犧牲弱勢群體和生態環境為黨國及黨國權貴積累了財富：國民被黨國剝奪土地資源，而重新市場化過程裡產生土地經濟，一方面國民要付出高昂代價回購土地，另一方面當局又可選擇以低地價或「零地價」吸引外資，也可用市場准入審批權迫使境內外資本和外國政府就範；主要運作規則是市場和國民為政府服務，發展「市場經濟」目標即為鞏固黨國政權；經濟增長方式是「竭澤而漁」而内在為不平衡、不協调等，可導致產能過剩和债務危機。
時任中華民國外交部政務次長徐斯儉在2019年出席布拉格公元兩千論壇（Forum 2000）時表示，中國大陸的這種發展模式並非真正的市場化，而是以黨國的力量控制全國的經濟——其指出該模式裡國營企業受到國有銀行背後的支持，且國家花錢毋需對納稅人負責，還有強迫外國企業轉移技術等表徵。如其該模式繼續擴張，可令各國面臨不公平競爭。
國立臺灣大學林向愷教授研究觀點認為，黨國體制下的政治人物為鞏固其所屬地位，會濫用公職為政黨謀取不當利益，不論黨營事業經營權或相關機制事實形成的黨產是否以不正當方式取得，在一個國家裡單一政黨擁有龐大黨產，可導致政黨間有不公平競爭， 並嚴重腐蝕民主。
台灣政治學學者吳介民則站在農民工角度研究中國大陸資本主義的浮現和工業化過程，其觀點認為，在中華人民共和國進入世界資本主義生產體系的過程裡，是以「黨國資本主義國家」為立基點，:19-20而由民工一側是可以見到進程裡，除資本主義的進發，還有多個變化交織同時發生： 鉅大的境內移民運動、新興勞工階級的形成， 以及公民身分差序的制度化。吳指出立足於黨國資本主義的中國大陸，其在國家層面有一直強力介入勞資關係，但以汲取財政收入為最主要目的，且在這個過程裡國家還有支撐著公民身分差序體制，打造出民工階級，:19-20。另據蘇黛瑞（Dorothy J. Solinger）在相關中國大陸個案研究，得到觀點認為是，中國大陸的整個資本主義發展進程不僅沒有提升公民身分，反而危害了公民身分:278。而在民工於這個體系裡提供相對優質而低成本的勞動力供給的同時，國家與資本對該群體是有雙重剝削，而這麼做的背後還有著一套具有宰制性的「虚假契約關係」——這樣所形成的二元勞動力市場對民工的經濟與社會剝奪，被吳認為是中國大陸資本積累的重要動力。:19-20
美國三一学院榮休教授文貫中認為，在黨國體制下，中共用《共產黨宣言》的理念作為繼續騙人的幌子，扼殺了按市場經濟的要求儘快發育出要素市場的可能性。在沒有要素市場決定性配置資源的情況下，名義上是政府在作決定性的資源配置，實質上，由於強調黨領導一切，資源的決定性配置自然變成黨的特權，並為黨的戰略目標服務，而不是旨在改善民眾，特別是中下階層的福利。
胡佛研究所2023年4月發佈報告，認為習近平統治下的中國黨國體系試圖通過企業擴張將世界各地的海量數據引向中國，目的是提高中國的情報搜集和操控外國的影響力。報告指該體系是利用企業在商業活動中的數據徵集，建立人類個體基因組的數據庫、尋找外國經濟的薄弱環節、挖掘電信網絡的商業秘密和情報、操縱網絡信息環境、通過社交媒體掌握外國公民的特徵，並攻擊那些以批判方式報道中國和中國企業的記者。
前中國政協委員刘梦熊2023年在被认为亲北京的《联合早报》上发表社论，其中提出中國經濟滑坡重要原因之一是「國進民退」的惡果：在認知上片面強調「黨領導一切」，和十三大報告（趙紫陽在中國共產黨第十三次全國代表大會上的報告）「黨政分開，政企分開」改革方向背道而馳，在私企、外企設立黨委、黨支部，令《公司法》《物權法》規定的企業自主權形同虛設，私企因此擔心隨時會發生「第二次公私合營」。其更引述温家宝的言论 （页面存档备份，存于）主张中国应该进行政治体制改革，引发极大关注。

## 備註
1. ↑  行庫為「銀行公庫」縮寫，依據中華民國公庫法定義，公庫即為「為政府經管現金、票據、證券及其他財物之機關」
2. ↑  尤其如涉及安全相關敏感技術的科技企業
3. ↑  早於1980年代市場化一路下來，就存在這種結構性因素，因為如此，令中國大陸為人所知的贪污腐化問題長期未能解決——黨控制政治經濟一切權力的格局，使得官商勾結、公私不分的現象一直存在，無論是公營部門與私營部門理論上的差別，或者公營機構為所有私營機構及個人服務的既定尺度，均沒有在相關結構內有明晰體現
4. ↑  時中國人民銀行行長戴相龍對外界承認，中國大陸四家國有獨資商業銀行不良貸款占總貸款比例高達25%。而據當時多位經濟學家估算，該數字偏於保守，一般認為是在35-40%之間
5. ↑  同時對比回1997年亞洲金融風暴前，在一些東亞國家的權力當局有過強調基於亞洲價值指導的經濟發展，陈奎德視當時如此情狀有所形成某種「親族式資本主義」而成為引致1997年風潮之元素